# Lijst van ministers-presidenten van Thüringen

Wapen van Thüringen

Dit is een lijst van ministers-presidenten van de Duitse deelstaat Thüringen. Deze deelstaat werd aanvankelijk gesticht in 1920, maar was tussen 1952 en 1990 opgeheven ten tijde van de DDR. Met de hereniging van Duitsland in 1990 werd Thüringen een van de vijf nieuwe Duitse deelstaten.

## Ministers-presidenten tussen 1920 en 1952
| Persoon                                                                                 | Periode                                                                                  | Partij                                                   |
| Vrijstaat Thüringen                                                                     | Vrijstaat Thüringen                                                                      | Vrijstaat Thüringen                                      |
| Voorzitter van de Staatsraad Vorsitzende des Staatsrates                                | Voorzitter van de Staatsraad Vorsitzende des Staatsrates                                 | Voorzitter van de Staatsraad Vorsitzende des Staatsrates |
| --------------------------------------------------------------------------------------- | ---------------------------------------------------------------------------------------- | -------------------------------------------------------- |
| Arnold Rudolf Otto Paulssen                                                             | 14 juli 1919 - 30 april 1920 Van 22 maart 1920 tot 10 april 1920 tevens Rijkscommissaris | DDP                                                      |
| Leidende staatsministers Leitender Staatsminister                                       |                                                                                          |                                                          |
| August Fröhlich                                                                         | 1 maart 1920 - 11 november 1920                                                          | SPD                                                      |
| Arnold Rudolf Otto Paulssen                                                             | 11 november 1920 - 6 oktober 1921                                                        | DDP                                                      |
| August Fröhlich                                                                         | 7 oktober 1921 - 21 februari 1924                                                        | SPD                                                      |
| Paul Hasse Chef van de Militaire Administratie                                          | 8 november 1923 - 28 februari 1924                                                       | militair                                                 |
| Richard Leutheusser                                                                     | 21 februari 1924 - 6 november 1928                                                       | DVP                                                      |
| Arnold Rudolf Otto Paulssen                                                             | 6 november 1928 - 22 januari 1930                                                        | DDP                                                      |
| Erwin Baum                                                                              | 23 januari 1930 - 26 augustus 1932                                                       | Landvolk/TLB                                             |
| Fritz Sauckel                                                                           | 26 augustus 1932 - 8 mei 1933 Van 6 mei 1933 - 12 april 1945 tevens Landesstatthalter    | NSDAP                                                    |
| Leidende staatsministers ten tijde van het nationaalsocialisme Leitender Staatsminister |                                                                                          |                                                          |
| Willy Marschler                                                                         | 8 mei 1933 - 12 april 1945                                                               | NSDAP                                                    |
| Ministers-presidenten ten tijde van de SBZ en de DDR Ministerpräsidenten                |                                                                                          |                                                          |
| Karl Müller                                                                             | 12 april 1945 - 7 mei 1945                                                               |                                                          |
| Hermann Louis Brill                                                                     | 7 mei 1945 - 16 juli 1945                                                                | SPD                                                      |
| Rudolf Paul                                                                             | 16 juli 1945 - 1 september 1947                                                          | DemP; april 1946 SED                                     |
| Werner Karl Jakob Eggerath                                                              | 2 september 1947 - 23 juli 1952                                                          | SED                                                      |

## Ministers-presidenten sinds 1990
| Nr. | Minister-president van Thüringen Ministerpräsident des Freistaats Thüringen | Minister-president van Thüringen Ministerpräsident des Freistaats Thüringen | Minister-president van Thüringen Ministerpräsident des Freistaats Thüringen | Ambtstermijn     | Ambtstermijn     | Partij |
| --- | --------------------------------------------------------------------------- | --------------------------------------------------------------------------- | --------------------------------------------------------------------------- | ---------------- | ---------------- | ------ |
| 1   |                                                                             | Josef Duchac                                                                | Josef Duchac (1938)                                                         | 3 oktober 1990   | 5 februari 1992  | CDU    |
| 2   |                                                                             | Bernhard Vogel                                                              | Bernhard Vogel (1932–2025)                                                  | 5 februari 1992  | 5 juni 2003      | CDU    |
| 3   |                                                                             | Dieter Althaus                                                              | Dieter Althaus (1958)                                                       | 5 juni 2003      | 30 oktober 2009  | CDU    |
| 4   |                                                                             | Christine Lieberknecht                                                      | Christine Lieberknecht (1958)                                               | 30 oktober 2009  | 5 december 2014  | CDU    |
| 5   |                                                                             | Bodo Ramelow                                                                | Bodo Ramelow (1956)                                                         | 5 december 2014  | 5 februari 2020  | DL     |
| 6   |                                                                             | Thomas Kemmerich                                                            | Thomas Kemmerich (1965)                                                     | 5 februari 2020  | 4 maart 2020     | FDP    |
| (5) |                                                                             | Bodo Ramelow                                                                | Bodo Ramelow (1956)                                                         | 4 maart 2020     | 12 december 2024 | DL     |
| 7   |                                                                             | Mario Voigt                                                                 | Mario Voigt (1977)                                                          | 12 december 2024 | heden            | CDU    |